# Brad Davis (Fußballspieler)
Bradley Joseph Davis (* 8. November 1981 in Saint Charles, Missouri) ist ein US-amerikanischer Fußballspieler. Er spielt als Linksaußen bei Houston Dynamo in der Major League Soccer.

## Spielerkarriere

### Jugend und College
Davis spielte in der Jugend für die Schulmannschaft der Chaminade College Preparatory School in Creve Coeur. Er ging im Jahr 2000 nach St. Louis an die Saint Louis University. Dort spielte er zwei Jahre lang für die Billikens genannte Mannschaft in der Universitätsliga.

### Profi
Im MLS SuperDraft 2002 wurde Davis von den New York MetroStars ausgewählt. In seiner ersten Saison für die Mannschaft aus New Jersey erzielte er vier Tore in 24 Spielen. Er stand damit in der engeren Auswahl um den Titel als bester Nachwuchsspieler der Liga, schließlich ging die Auszeichnung aber an Kyle Martino. Am Ende der Saison wurde er an Dallas Burn weitergegeben. Die MetroStars erhielten dafür einen weiteren Pick im MLS SuperDraft 2003.
In Dallas entwickelte er sich zu einem Stammspieler. Unter Trainer Colin Clarke wurde er zu Anfang im offensiven Mittelfeld eingesetzt, später wechselte er wieder auf die linke Seite. Insgesamt erzielte er für die Mannschaft acht Tore in 55 Spielen in der MLS.
Sein letztes Ligaspiel für die Texaner bestritt er gegen die San José Earthquakes, an die er zum Spieljahr 2005 weitergegeben wurde. In Kalifornien hatte er eine durchwachsene Saison mit 18 Einsätzen und spielte nur in der ersten Saisonhälfte durch. Das Team war aber das punktbeste der Vorrunde und so spielte Davis erstmals in seiner Karriere in den Meisterschafts-Play-offs, schied aber mit der Mannschaft früh aus.
Im Jahr darauf konnte San José nicht mehr in der ersten Liga antreten, weil der notwendige Stadionneubau nicht zustande gekommen war. Daraufhin wurde in Houston ein neuer Verein gegründet und der komplette Kader wechselte zu Houston Dynamo. Gleich im ersten Jahr qualifizierte sich das Team erfolgreich für die Play-offs. Zum knappen Weiterkommen im Viertelfinale trug Davis ein Elfmetertor bei. Sie erreichten das Finale, das durch Elfmeterschießen entschieden wurde. Zwar wurde Davis’ Elfmeter diesmal gehalten, das Team konnte sich aber doch noch den Titel 2006 sichern. Im Jahr darauf musste er erneut den größten Teil der Rückrunde pausieren, stand aber zu den Play-offs wieder zur Verfügung. Erneut erzielte er im Viertelfinale ein Tor, diesmal per Freistoß. Das Team erreichte das Finale und verteidigte den Meistertitel. In der nordamerikanischen SuperLiga stand Brad Davis im Finale. Danach spielte er auch in der CONCACAF Champions League und erreichte das Viertelfinale, wo er mit dem Team gegen den späteren Sieger CF Atlante aus Mexiko unterlag.
In den folgenden beiden Jahren schied Davis mit Houston jeweils vorzeitig in den Play-offs aus und im Jahr darauf verpasste man sogar die Qualifikation. Dafür stand das Team 2011 erneut im Meisterschaftsfinale, das gegen Los Angeles Galaxy verloren wurde. Brad Davis stand verletzungsbedingt nicht auf dem Platz. Im Jahr darauf kam es Wiederauflage des Finales, doch auch mit seiner Beteiligung verlor man erneut. In der CONCACAF Champions League erreichten die Dynamos wieder das Viertelfinale. Ein spätes Tor von Davis sicherte den 1:0-Hinspielerfolg gegen Santos Laguna, doch das Rückspiel ging deutlich mit 3:0 verloren.
Brad Davis ist ein Führungsspieler bei Houston Dynamo und trägt die Kapitänsbinde. Seine Stammposition ist auf der linken Offensivseite und seine Spezialität sind Standardsituationen.

### Nationalmannschaft
Davis spielte für mehrere Jugendauswahl-Mannschaften der USA. Er nahm mit der U-20 Nationalmannschaft der USA an der Junioren-WM 2001 in Argentinien teil.
Bei den Senioren trug er erstmals das Nationaltrikot beim Gold Cup 2005. Im Gruppenspiel gegen Kuba gab er am 7. Juli sein Debüt in der US-Nationalmannschaft und im Finale erzielte er im Elfmeterschießen, das mit 3:1 für die USA endete, das erste Tor für sein Land.
Danach gab es allerdings nur noch sporadische Einladungen 2008 und 2010 zu Freundschaftsspielen, bevor der Linksaußen Anfang 2013 wieder verstärkt ins Nationalteam geholt wurde. Viermal wurde er von Nationaltrainer Jürgen Klinsmann in diesem Jahr in der Qualifikation für die Fußballweltmeisterschaft 2014 eingesetzt. Danach spielte er weitere viermal in den Vorbereitungsspielen und fuhr als Mitglied des 23-Mann-Kaders der USA zum Turnier nach Brasilien. Seinen ersten WM-Einsatz hatte Davis im dritten Spiel der Gruppenphase gegen Deutschland.

## Erfolge
USA – Nationalmannschaft
- CONCACAF Gold Cup: Sieger 2005

San Jose Earthquakes
- Major League Soccer Supporters Shield: 2005

Houston Dynamo
- Major League Soccer MLS Cup: 2006, 2007
- Major League Soccer Western Conference Championship: 2006, 2007
- Major League Soccer Eastern Conference Championship: 2011, 2012